# DJ in My Life

## DJ in My Life（CMソング）
『DJ in My Life』（ディージェー・イン・マイ・ライフ、ジャケット表記は『DJ イン マイ ライフ』）は、アニーが1985年4月1日にリリースしたシングル曲。
ジョーイ・カーボーン(Joey Carbone)、リッチー・ズィトー(Ritchie Zito)のコンビによるホンダ・DJ・1のイメージソング。
同年にシブがき隊、1986年にジョセフ・ウィリアムズ、2001年にマイリーンがカバーしている。

### 収録曲
1. DJ in My Life
2. 作詞・作曲：ジョーイ・カーボーン
3. DJ in My Life＜Instrumental Version＞

## DJ in My Life（シブがき隊）
『DJ in My Life』（ディージェー・イン・マイ・ライフ）は、シブがき隊の楽曲で、14枚目のシングル。1985年4月3日に発売。

### 解説
上記記載、ホンダ・DJ・1イメージソングカバー。同年4月に公開された主演映画『バロー・ギャングBC』の主題歌。

### 収録曲
1. DJ in My Life
作詞・作曲：ジョーイ・カーボーン
日本語詞：売野雅勇
編曲：後藤次利
2. Farewell バロー・ギャング
作詞：伊達歩
作曲・編曲：都倉俊一